# Pieter Burman der Ältere

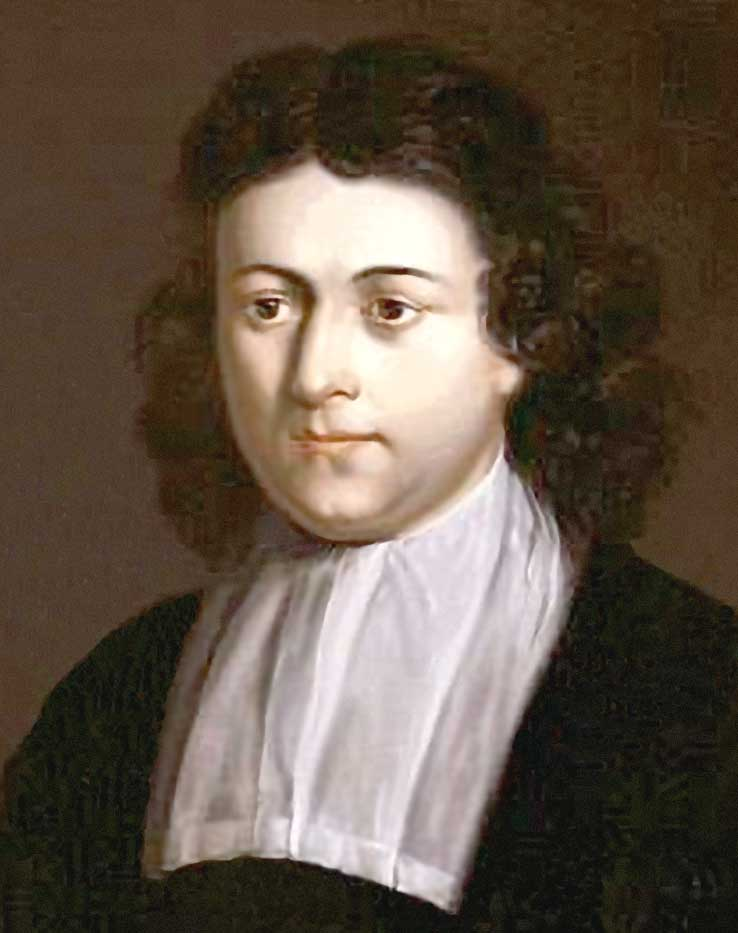
Pieter Burman der Ältere (in jüngeren Lebensjahren)

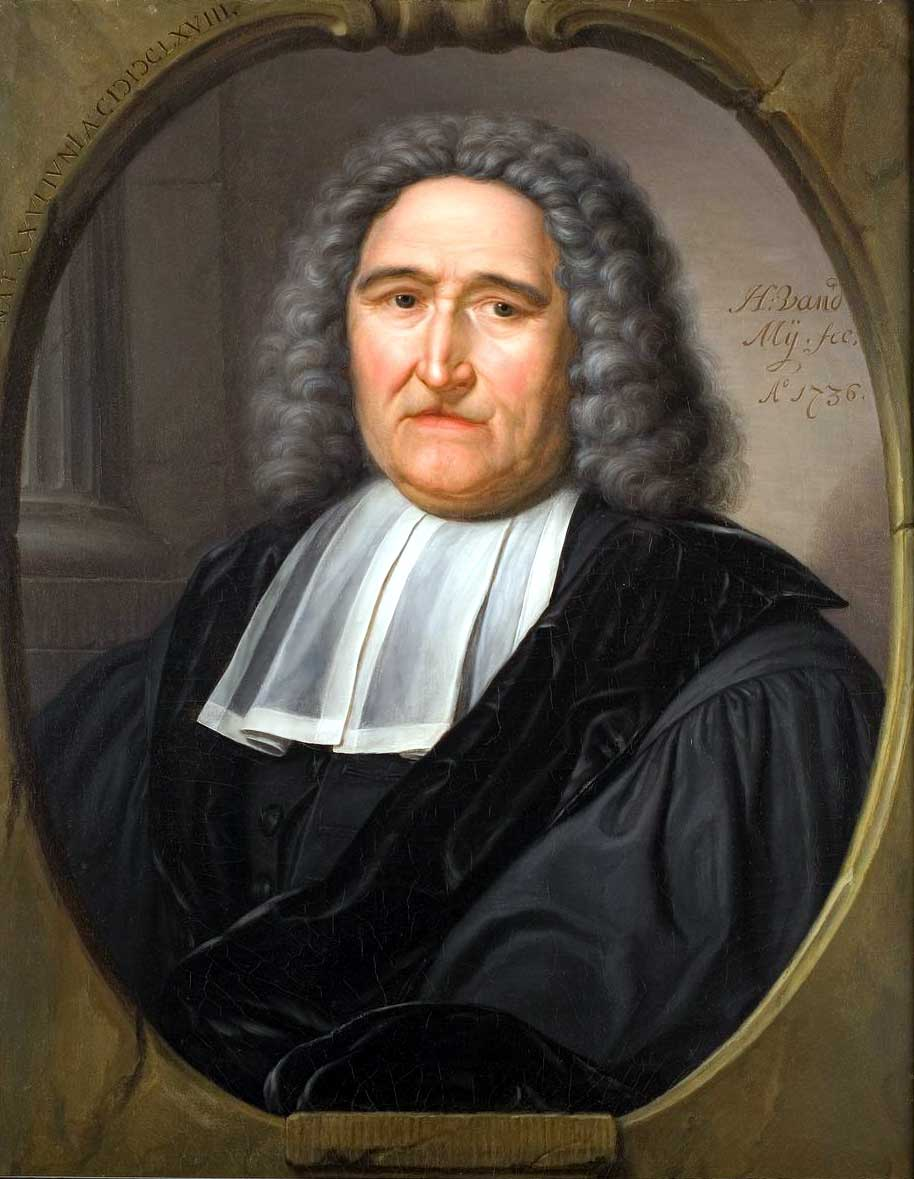
Pieter Burman der Ältere (in späteren Lebensjahren)

Pieter Burman, latinisiert Petrus Burmannus, selten auch Pieter Burmann (* 6. Juli 1668 in Utrecht; † 31. März 1741 in Leiden) war ein niederländischer klassischer Philologe, Historiker, Bibliothekar, Jurist und Politikwissenschaftler. Er wird Pieter Burman der Ältere genannt, um ihn von seinem Neffen Pieter Burman dem Jüngeren zu unterscheiden.

## Leben
Der Sohn des Theologen Frans Burman besuchte von 1679 bis 1681 das Utrechter Gymnasium.
Im Alter von 13 Jahren nahm er an der Universität Utrecht ein Studium auf, wobei er in Johann Georg Graevius und Jakob Gronovius Lehrer fand, die sein Talent förderten. Er widmete sich vor allem den klassischen Sprachen. Da er für einen juristischen Beruf vorgesehen war, arbeitete er einige Zeit auf diesem Gebiet. Etwa ein Jahr lang studierte er an der Universität Leiden Philosophie und Griechische Sprache. Bei seiner Rückkehr nach Utrecht wurde er am 26. März 1688 unter Johannes van Muyden mit der Abhandlung Disputatio juridica inauguralis de transactionibus zum Doktor der Rechte promoviert.
Danach unternahm er eine Bildungsreise nach Deutschland und in die Schweiz. Anschließend ließ er sich in Utrecht als Anwalt nieder. Im Dezember 1691 avancierte er zum Zehnteinnehmer für Petrus Codde (1648–1710), den Bischof von Utrecht. Am 30. November 1696 berief man ihn zum außerordentlichen Professor der Geschichte an die Universität Utrecht. Am 18. April 1698 wurde er ordentlicher Professor der Geschichte und Rhetorik und am 19. März 1703 als Nachfolger von Gravius Professor der Politik (römische Staatsinstituten). Hier beteiligte er sich auch an den organisatorischen Aufgaben der Utrechter Hochschule und war 1703/04, sowie 1711/12 Rektor der Alma Mater.
Am 29. Mai 1715 wurde er als Nachfolger von Jacobus Perizonius zum Professor der griechischen Sprache, der Geschichte und Rhetorik an die Universität Leiden berufen. Nachdem man ihm am 24. November 1716 den Lehrstuhl für niederländische Geschichte übertragen hatte, übernahm Burman am 23. Februar 1724 als Bibliothekar die Leitung der Leidener Universitätsbibliothek. Zudem erhielt er am 8. November 1725 die Professur der Dichtkunst und noch im selben Jahr den Titel eines Professors für Politik erhielt. Auch in Leiden beteiligte er sich an den organisatorischen Aufgaben der Hochschule und war 1719/20, sowie 1731/32 Rektor der Alma Mater.
Aus seiner Ehe mit Eva Clotterbooke, Tochter des Bürgermeisters von Briel Caspar Clotterbrooke, stammen zehn Kinder, welche ihn aber größtenteils nicht überlebten. Bekannt geworden sind seine Söhne Frans Burman, der als Militär Karriere machte und Kaspar Burman (1696–1755), welcher Bürgermeister von Utrecht wurde.

## Werke

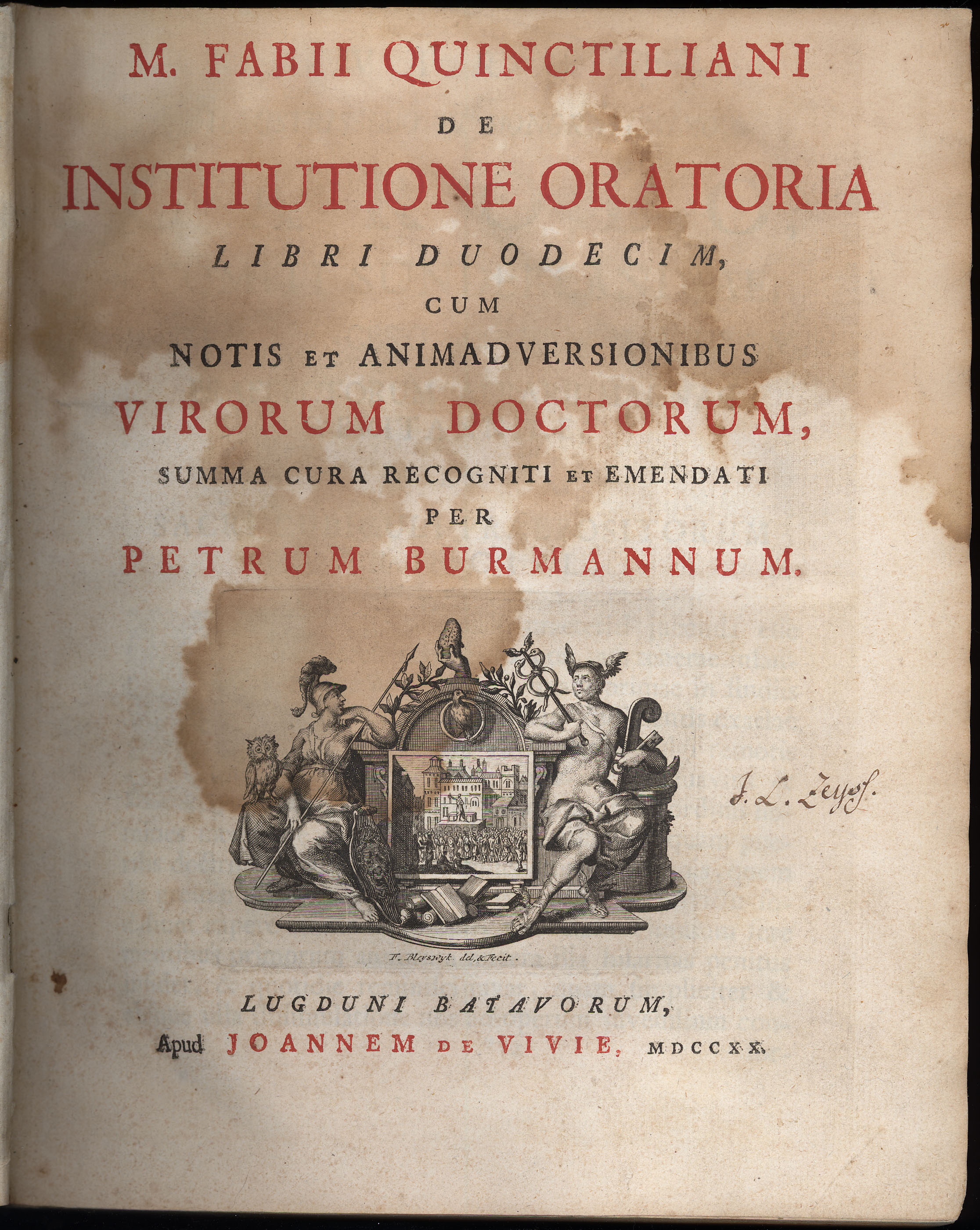
Titelseite von Burmans Quintilian-Ausgabe (1720)

- Oratio de Eloquentia et Poetice. Utrecht 1696
- Oratio de feliciori vivendi conditione in rebuspublicis, quam en regnis. Utrecht 1704
- Oratio de Artibus Liberalitus, solis olim Academiarum et scholarum ornamentis, hodie vero ex dignitate in infimum looum dejectis. Utrecht 1712
- Oratio de publici humanioris disciplinae Professoris proprio Officio et Munere. Leiden 1715
- Oratio de Bibliotheois publicis, earumque Praefectis. Leiden 1725
- Oratio in humanitatis Studia. Leiden 1720
- Oratio Pro Litteratis et Grammaticis. Leiden 1735.

Er gab die folgenden klassischen Autoren heraus:
- Phaedrus (1698)
- Horaz (1699)
- Gaius Valerius Flaccus (1702)
- Petronius Arbiter (1709)
- Velleius Paterculus (1719)
- Quintilian (1720)
- Junianus Justinus (1722)
- Ovid (1727)
- Poetae Latini minores (1731)
- Sueton (1736)
- Lucan (1740)

Er veröffentlichte auch die Werke von George Buchanan, setzte Graevius’ Thesaurus Antiquitatum et Historiarum Italiae fort, und schrieb die Abhandlung De Vectigalibus Populi Romani (1694) und ein kurzes Handbuch römischer Altertümer, Antiquitatum Romanarum Brevis Descriptio (1711). Sein Sylloge epistolarum a viris illustribus scriptarum (1725) ist wichtig für die Geschichtswissenschaft. Die Liste seiner Werke umfasst fünf Seiten in Saxes Onomasticon. Seine Gedichte und Reden wurden nach seinem Tod veröffentlicht. Es gibt einen Bericht über sein Leben im Gentleman's Magazine vom April 1742 von Samuel Johnson.

## Weblink
- Catalogus Professorum Academiae Rheno-Traiectinae

| Personendaten    | Personendaten                                                        |
| ---------------- | -------------------------------------------------------------------- |
| NAME             | Burman, Pieter der Ältere                                            |
| ALTERNATIVNAMEN  | Burmann, Pieter; Burmann, Petrus; Burmannus, Petrus; Burmann, Pierre |
| KURZBESCHREIBUNG | niederländischer klassischer Gelehrter                               |
| GEBURTSDATUM     | 6. Juli 1668                                                         |
| GEBURTSORT       | Utrecht                                                              |
| STERBEDATUM      | 31. März 1741                                                        |
| STERBEORT        | Leiden                                                               |